# Veine cérébrale
Les veines cérébrales sont divisées en un groupe externe (veines cérébrales superficielles) et un groupe interne (veines cérébrales profondes) selon les parties externes ou internes des hémisphères cérébraux dans lesquels elles se drainent.

## Veines cérébrales superficielles
Les veines cérébrales superficielles sont les veines cérébrales supérieures, cérébrales inférieures et les veines cérébrales moyennes superficielles.
Les veines cérébrales supérieures se drainent dans le sinus longitudinal supérieur.

## Veines cérébrales profondes
Les veines cérébrales profondes sont des structures veineuses qui drainent les parties internes des hémisphères cérébraux :
- Grande veine cérébrale (dite de Galien)
- Veine basilaire (dite de Rosenthal)
- Veines cérébrales internes[2]